# Thorecta dendroides
Thorecta dendroides är en svampdjursart som först beskrevs av Lendenfeld 1889.  Thorecta dendroides ingår i släktet Thorecta och familjen Thorectidae. Inga underarter finns listade i Catalogue of Life.